# King of the Mounties
King of the Mounties é um seriado estadunidense de 1942, gênero espionagem e ação, dirigido por William Witney, em 12 capítulos, estrelado por Allan Lane, Gilbert Emery e Peggy Drake. Foi produzido e distribuído pela Republic Pictures, e veiculou nos cinemas estadunidenses a partir de 17 de outubro de 1942.
King of the Royal Mounted é um personagem chamado Dave King, criado por Stephen Slesinger em 1936. Slesinger obteve licença sobre o trabalho do escritor popular de westerns, Zane Grey, e passou a publicar as histórias sob o título de Zane Grey's King of the Royal Mounted, inicialmente publicado como tira de quadrinhos a partir de 1936. Romer Grey, filho de Zane Grey, colaborou em muitas histórias.
O seriado anterior da Republic Pictures, King of the Royal Mounted, em 1940, trazia o mesmo personagem.

## Elenco
- Allan Lane … Sgt Dave King
- Gilbert Emery … Comissário Morrison
- Russell Hicks … Marshal Carleton
- Peggy Drake … Carol Brent
- George Irving … Prof Marshall Brent
- Abner Biberman … Almirante Yamata
- William Vaughn … Von Horst
- Nestor Paiva … Count Baroni
- Bradley Page … Charles Blake
- Anthony Warde … Stark
- Forrest Taylor … telegrafista
- Duncan Renaldo ... Pierra
- Francis Ford ... Zeke Collins
- Hal Taliaferro	 ...	Ed Johnson (não-creditado)

## Sinopse
O Canadá está sendo bombardeado impiedosamente por um avião misterioso, que tem a forma de um bumerangue e é apelidado “The Falcon”. O avião está sob o comando do Almirante japonês Yamata. A identidade do avião permanece um mistério, até que o Professor Marshall Brent e sua filha Carol chegam com um novo tipo de detector de aviões. As forças do eixo estão planejando uma invasão canadense, e sentindo que o Professor Brent representa uma ameaça para seu plano, eles o sequestram. O Sargento Dave King tenta um resgate, mas o Professor é morto quando o avião em que ele é mantido em cativeiro cai em um barco.
Carol, determinada a continuar o trabalho de seu pai, consegue com ajuda do Sargento King impedir que os espiões de eixo capturem o dispositivo inventado. Quando os espiões fazem uma última tentativa desesperada para capturar o dispositivo da cabine em que ela está se escondendo, ela o destrói para não deixá-lo cair em mãos inimigas. Ela é sequestrada e levada para um cratera vulcânica onde os espiões têm a sua sede, até que King a resgate.

## Produção
King of the Mounties foi orçado em $136,320 mas o custo final foi $139,422, sendo o mais barato seriado da Republic em 1942.
O seriado foi filmado entre 23 de junho e 17 de julho de 1942 sob os títulos provisórios King of the Royal Mounted Rides Again, King of the Royal Mounted Strikes Again, King of the Royal Mounted Strikes Back e King of the Northwest Mounted Strikes Again. Foi a produção nº 1195.
A Republic costumava chamar seus heróis de "King", usando o título "King of...", pois o estúdio obtivera sucesso com esse artifício após a adaptação de King of the Royal Mounted, no seriado anterior da Republic, King of the Royal Mounted, com o mesmo personagem, em 1940
Uma parte deste seriado é considerada perdida.

## Lançamento
O lançamento oficial de King of the Mounties' é datado de 17 de outubro de 1942, porém esta é a data da disponibilização do 6º capítulo.

## Capítulos
1. Phantom Invaders (24min 10s)
2. Road to Death (15min 33s)
3. Human Target (15min 42s)
4. Railroad Saboteurs (15min 36s)
5. Suicide Dive (15min 34s)
6. Blazing Barrier (15min 33s)
7. Perilous Plunge (15min 34s)
8. Electrocuted (15min 40s)
9. Reign of Terror (15min 32s)
10. The Flying Coffin (15min 35s)
11. Deliberate Murder (15min 32s)
12. On to Victory (15min 32s)

Fonte: